# Цимелииды
Цимелииды (лат. Cimeliidae) — семейство разнокрылых бабочек (ранее известное как Axiidae). В 2007 году было выделено в отдельное надсемейство Cimelioidea. Включает около 6 видов, встречающихся в Средиземноморье (западная Палеарктика, включая Северную Африку). В последнее время не основании молекулярно-генетических данных рассматривается в составе надсемейства Drepanoidea.

## Описание
Обладают уникальным кармановидным парным органом на 7-м брюшном дыхальце имаго бабочек, который возможно служит для восприятия звуков. Крупные и яркие бабочки, которые встречаются в Южной Европе и питаются видами молочая (Euphorbia).

## Систематика
2 рода и около 6 видов. Рассматриваются близкими с «Geometromorpha», но их филогенетические отношения с надсемействами Calliduloidea, «butterflies»(= Hedyloidea + Rhopalocera), Drepanoidea, Bombycoidea , Mimallonoidea, Lasiocampoidea, Noctuoidea и Geometroidea (= Uranioidea) остаются неясными. Старое название семейства Axiidae Rebel, 1919 оказалось преоккупированным ещё более древним именем семейства ракообразных Axiidae Huxley, 1879 (Axiidea, Decapoda) и поэтому было заменено на Cimeliidae.
- Axia Hübner, 1821 =Cimelia Lederer, 1853; =Timia Boisduval, 1828
  - Axia margarita  (Hübner, 1813)
  - Axia napoleona Schawenda, 1926
  - Axia nesiota Reisser, 1962
  - Axia olga (Staudinger, 1899)
  - Axia vaulogeri Staudinger, 1892
- Epicimelia Korb, 1900[7]
  - Epicimelia theresiae Korb, 1900[8]